# فرنسيس ديكسون
فرنسيس ديكسون (2 نوفمبر 1854 في المملكة المتحدة - 20 أغسطس 1943)  (بالإنجليزية: Francis Dixon)‏ هو لاعب كريكت بريطاني وبريطاني (وحمل سابقاً جنسية المملكة المتحدة لبريطانيا العظمى وأيرلندا). لعب مع نادي مقاطعة ديربيشاير للكريكت ‏.